# Кяхтинский договор (1792)

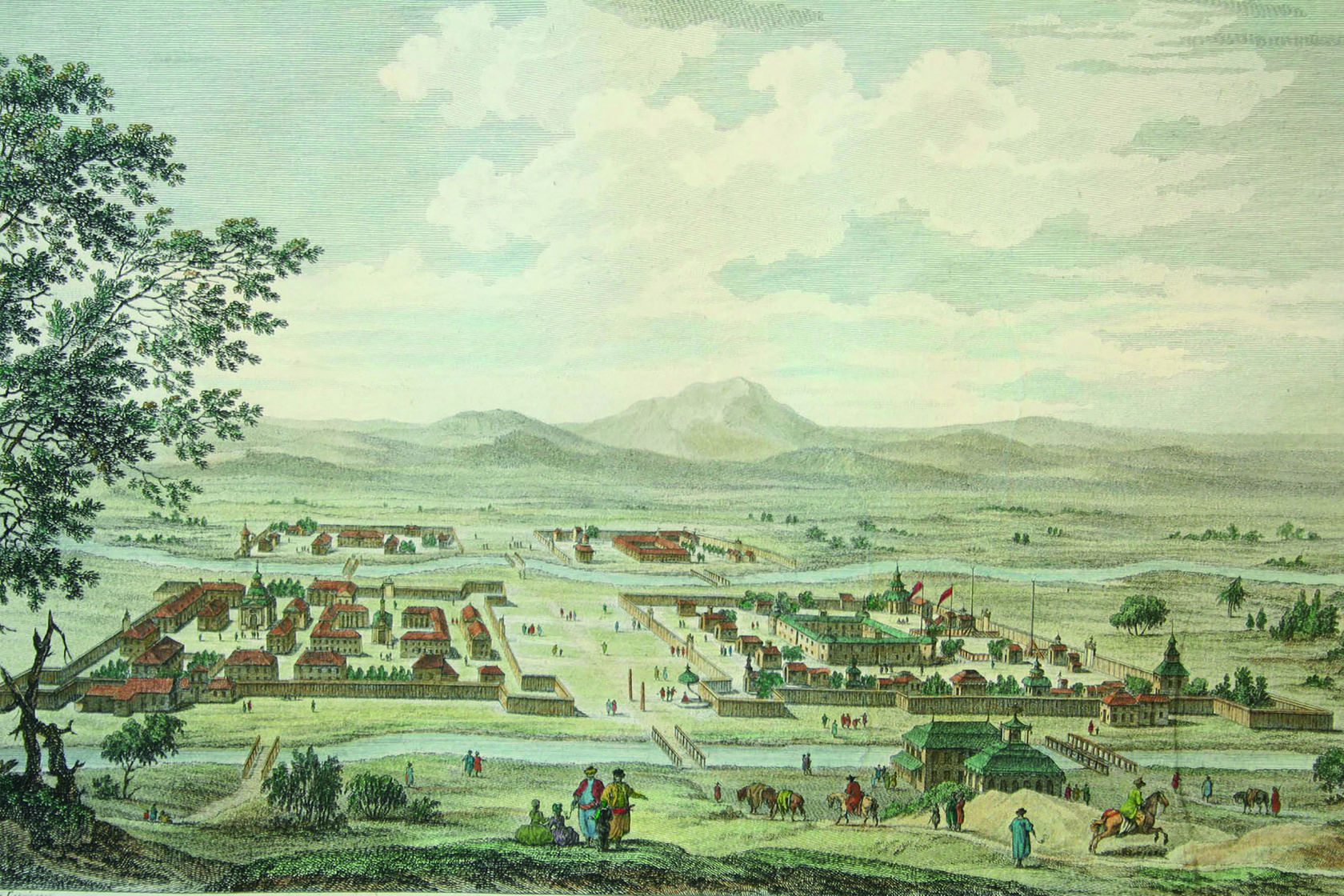
Кяхта в 1780-е годы

Догово́р в го́роде Кя́хте (кит. упр. 恰克图市约) — международный акт о порядке русско-китайской торговли через Кяхту и пограничном режиме, подписанный между Российской и Цинской империями 8 (19) февраля 1792 года .
В соответствии с Кяхтинским договором 1727 года между Россией и цинским Китаем была открыта беспошлинная торговля в Кяхте и Цурухайтуе. Начиная с середины XVIII века кяхтинская торговля стала давать России огромные прибыли в виде таможенных сборов, которые в несколько раз превышали доходы от казённых караванов. 
Однако, она была прервана из-за т. н. «дела об ограблении китайского купца»: в 1782 году группа бурят, проживавших на российской стороне границы, совершила набег через границу и ограбила китайского купца. Добравшись до Урги, тот подал жалобу, и в ходе длительного расследования к 1784 году китайская сторона установила всех участников ограбления. Арестовав тех из них, кто проживал на цинской стороне, чиновники передали российским властям требование арестовать соучастников с российской стороны, и если подтвердится их участие в ограблении — там же казнить. В сентябре 1784 года на границе состоялась встреча представителей двух стран, в результате сличения показаний была полностью установлена вина всех задержанных, однако российский майор Налабородин, ссылаясь на действующую в России со времён Елизаветы Петровны отмену «натуральной» смертной казни, вместо этого приговорил преступников к битью кнутом и ссылке. Налабородин пытался убедить цинскую сторону, что после такого наказания обычно умирают, но дзаргучи Юнлин упорно настаивал на строгом выполнении русско-китайского договора, требующего смертной казни, и приказал китайским купцам прекратить торговлю с русскими.
В переписку были вынуждены вступить российский Сенат и цинский Лифаньюань; тем временем торговля стояла, буряты и русские из-за прекращения кяхтинской торговли испытывали дефицит в товарах и продуктах. Так как в результате проведённого китайской стороной расследования вскрылись огромные масштабы контрабандной торговли, то с цинской стороны были произведены наказания ответственных чиновников и усилена охрана границы, и цинские караульные стали давать жёсткий отпор всем попыткам бурят что-либо купить на цинской стороне. Российская сторона также начала укреплять границу, и противостояние затянулось на несколько лет.
Тем временем, сосланные преступники померли в ссылке, а на границе в результате мелких инцидентов оказывались задержанными новые преступники, с которыми возникла та же проблема со смертной казнью. Видя, что дело затягивается, цинский амбань Сун Юнь, основываясь на указе императора Цяньлуна от 1784 года, разрешающего замену отсечения головы для русских битьём кнутом до смерти, в 1790 году собрал в Кяхте преступников с обеих сторон и разрешил русским наказать преступников кнутом. Задержанный цинскими властями российскоподданный бурят Дабадай, обвинявшийся в самых тяжких преступлениях, был привязан к столбу и после трёх сотен ударов кнутом скончался; затем схожим образом был разрешён ряд других дел с задержанными российскоподданными бурятами. Однако в Пекине, узнав об инициативе Сун Юня, пришли в ярость, и он был понижен в должности.
Лишь после получения официального ответа из российского Сената по поводу «дела об ограблении китайского купца» цинская сторона посчитала инцидент исчерпанным, однако тут произошёл ещё один инцидент: цинский подданный лама Самайрин заявил, что, заблудившись, попал в кочевья казахов, а те продали его в рабство в Россию, где губернатор русского города Оромдоо передал ему письмо с сургучной печатью для торгоутского князя, в котором говорилось, что русские намерены отвоевать торгоутов у Цинов. В апреле 1791 года это письмо было отправлено цинскими властями в российский Сенат с требованием объяснить его содержание. Российские чиновники в Кяхте и Иркутске заверили цинских представителей, что дело явно сфальсифицировано, так как в России нет города с названием «Оромдоо». Российский Сенат позже сообщил цинским властям, что письмо явно поддельное: на сургучной печати оттиснута обычная монета с гербом Российской империи, а само письмо написано с изобличающими подделку грубыми ошибками. В процессе расследования дела цинской стороной Самайрин сознался, что сочинил письмо сам, боясь наказания за незаконный переход границы и пребывание без разрешения цинских властей на российской территории.
Сун Юнь был восстановлен в должности и пригласил иркутского наместника приехать в Кяхту в начале весны для переговоров. 8 февраля 1792 года иркутский наместник Людвиг Нагель с российской стороны и Сун Юнь с цинской стороны подписали международный акт на маньчжурском, монгольском и русском языках, в соответствии с которым возобновлялась торговля в Кяхте. Теперь не требовалось обязательного присутствия чиновников другой стороны при наказании пойманных преступников другой страны, а также разрешалось наказывать преступников по своим законам.
Подписание договора дало резкий толчок росту товарооборота в Кяхте: за период с 1792 по 1800 годы он увеличился почти на 70%.